# Aegomorphus krueperi
Aegomorphus krueperi (син. Acanthoderes krueperi) је инсект из реда тврдокрилаца (Coleoptera) и фамилије стрижибуба (Cerambycidae). Припада потфамилији Lamiinae.

## Распрострањење и станиште
Ендемит је Балканског полуострва, а насељава Србију, Црну Гору, Бугарску и Грчку. У Србији је је заштићена врста и ретко је налажена.

## Опис
Aegomorphus krueperi је дугaчка 14—17 mm. На глави, пронотуму и покрилцима је мрљасто распоређен томент жутосмеђе и белосиве боје. На покрилцима су јасне четири црне мрље.

## Биологија и развиће
Имага су активна у рано лето, у јуну и јулу. Развиће је слабо истражено, а ларве се развијају у стаблу храста (Quercus spp.).